# Nucella
Nucella ist der Name einer Gattung mittelgroßer Schnecken aus der Familie der Stachelschnecken, die circumboreal im Nordatlantik und Nordpazifik vertreten ist.

## Merkmale
Die mittelgroßen, festen, doppelt kegelförmigen bis spindelförmigen oder eiförmigen Gehäuse der Nucella-Arten haben ein wohl entwickeltes Gewinde mit bis zu 7 Umgängen und einen kurzen Siphonalkanal. Die Skulpturierung ist wenig ausgeprägt, so kann es axial niedrige Querrippen oder Lamellen geben. An spiraliger Skulpturierung können feine Linien, schmale Längsrillen oder breitere Längsrippen vorkommen. An der Innenseite der äußeren Lippe können Zähnchen auftreten oder auch fehlen, manche Arten haben hier auch einen Stachel. Im Übrigen fehlen Stacheln am Gehäuse. Die Columella ist glatt. Das Operculum ist hornig mit dem Nucleus am vorderen Rand.
Die Schnecken haben einen abgeflachten Kopf mit zwei Fühlern, an denen auf etwa einem Drittel Länge von der Basis außen jeweils ein Auge sitzt. Der Fuß ist klein und ragt nicht über den Rand des Gehäuses. An der Fußsohle befindet sich das Akzessorische Bohrorgan (ABO), eine Säuredrüse zum Auflösen von Kalk.
Die Schnecken sind getrenntgeschlechtlich mit innerer Befruchtung. Die Eier werden in meist gelblichen, mehr oder weniger flaschenförmigen Eikapseln abgelegt, die jeweils mehrere hundert Eier enthalten, von denen sich aber nur etwa 10 bis 25 entwickeln, während die anderen als Nähreier dienen. Die gesamte Entwicklung des Veliger-Stadiums findet in der Eikapsel statt, so dass nach mehreren Monaten fertige kleine Schnecken schlüpfen. Unter anderem anhand dieses Kriteriums, aber auch anhand der Lage des ABO wird die Gattung Nucella von Purpura und Thais abgegrenzt.
Die Schnecken der Gattung Nucella ernähren sich vorwiegend von Seepocken und Muscheln, in geringerem Maße von Schnecken. In die Schale der Beute wird mit der Radula unter Einwirkung eines sauren Sekrets aus dem ABO ein Loch gebohrt und durch dieses sodann die lange, dünne Proboscis ans Opfer herangeführt. In anderen Fällen erreicht die Schnecke das Fleisch des Opfers, indem sie ihre Proboscis durch die Lücken der Schale presst.

## Geschichte der Systematik
Nucella bedeutet im Lateinischen „Nüsschen“. Der Gattungsname Nucella wird erstmals 1798 von Peter Friedrich Röding im Katalog der Conchyliensammlung von Joachim Friedrich Bolten mit 5 Arten erwähnt. Von diesen ist heute jedoch nur noch ein Artname gültig, Nucella lapillus, mit dem einer der übrigen Artnamen, Nucella theobroma, synonymisiert ist. Diese Art Nucella lapillus, die Typusart der Gattung, wurde von Linnaeus als Buccinum lapillus beschrieben und von Jean-Baptiste de Lamarck 1822 in die Gattung Purpura Bruguière 1789 gestellt, die über 50 Arten umfasste. So war die Nordische Purpurschnecke lange unter dem Namen Purpura lapillus bekannt. Durch eine Revision der Gattung Purpura wurde diese auf wenige Arten des Indopazifik unter Einschluss der Typusart Purpura persica beschränkt. Für Purpura lapillus wurde ein anderer Gattungsname benötigt. Von Röding standen zwei Namen zur Verfügung, Nucella und Thais. Die von Röding genannte Nucella lapillus stimmte nicht mit dem Typus von Linnaeus überein, was einige Autoren dazu verleitete, der Art den Namen Thais lapillus zu verleihen. Bei der von Röding ebendort genannten Nucella theobroma handelt es sich aber tatsächlich um die Nordische Purpurschnecke, so dass letztlich die Wahl auf den ältesten Gattungsnamen Nucella fallen musste.
Zu der Gattung Nucella gehören laut World Register of Marine Species folgende Arten:
- Nucella canaliculata (Duclos, 1832)
- Nucella castanea (Küster, 1886)
- Nucella dubia (Krauss, 1848)
- Nucella emarginata (Deshayes, 1839)
- Nucella freycinetii (Deshayes, 1839)
- Nucella fuscata (Forbes, 1850)
- Nucella heyseana (Dunker, 1882)
- Nucella lamellosa (Gmelin, 1791)
- Nucella lapillus (Linnaeus, 1758)
- Nucella lima (Gmelin, 1791)
- Nucella ostrina (Gould, 1852)
- Nucella rolani (Bogi & Nofroni, 1984)
- Nucella squamosa (Lamarck, 1816)
- Nucella wahlbergi (Krauss, 1848)